# Alfuzosin
L'alfuzosina  è un principio attivo, un alfabloccante selettivo utilizzato per il trattamento della ritenzione urinaria, della iperplasia prostatica benigna (IPB) e della prostatite cronica, disponibile in Italia come specialità medicinale con i nomi Xatral, Mittoval, Ofuxal, Faralzin e medicinali equivalenti nella forma farmaceutica di compresse a rilascio modificato da 2,5 mg o 10 mg.

## Controindicazioni
Da evitare in caso di ipotensione ortostatica, storia di sincope e disfunzione epatica.

## Dosaggi
- Base: 2,5 mg 3 volte al giorno (dose massima: 10 mg);
- forma acuta con iperplasia prostatica benigna: (più di 65 anni): 10 mg 1 volta al giorno.

## Effetti indesiderati
Fra gli effetti collaterali più frequenti si riscontrano sonnolenza, astenia, depressione, cefalea, rinite, diarrea, vertigini. 
In seguito alla prima dose somministrata può avvenire collasso.

## Stereochimica
L'alfuzosina contiene uno stereocentro ed è quindi chirale. Ci sono due forme enantiomeriche, (R)-forma e (S)-forma. Si trova in utilizzo come racemo [(RS)-alfuzosina], cioè una miscela 1:1 dell'(R)-enantiomero e l'(S)-enantiomero:
| Enantiomeri di alfuzosina | Enantiomeri di alfuzosina |
| ------------------------- | ------------------------- |
| CAS-Nr.: 123739-69-5      | CAS-Nr.: 123739-70-8      |